# Barentsia parva
Barentsia parva är en bägardjursart som först beskrevs av O'donoghue 1923.  Barentsia parva ingår i släktet Barentsia och familjen Barentsiidae. Inga underarter finns listade i Catalogue of Life.